# 인스타카트

인스타카트(Instacart)는 온라인 기반 농작물 배송 서비스이다. 안드로이드, iOS, 그리고 별도로 마련된 웹사이트를 통해 서비스가 제공된다. 고객은 안드로이드 페이와 애플 페이를 통해 각각의 서비스를 이용할 수 있다. 사업에 진행됨에 따라 기존에 점포를
소유하고 있는 식품 회사들과 관계를 맺어가고 있으며 이에 따라 인스타카트 사용자들이 점포 가격에 따라 구입할 수 있다.